# Keti Topurija
Ketevan Topurija (grúz betűkkel: ქეთევან თოფურია, művésznevén: Keti Topurija, Tbiliszi, 1986. szeptember 9. –) grúz énekesnő, a kazah A-Studio zenekar szólistája. Jelenleg Oroszországban él.

## Élete
Ketevan Topurija 1986. szeptember 9-én született Tbilisziben. Az apja: Andro Topurija, építész, az anyja: Natalia Topurija, vegyészmérnök. Származására tekintve olasz és lengyel gyökerei is vannak. Az édesapja - egyes internetes források szerint - szorosan együttműködött az alvilággal. Ezért a férfit a bűnüldöző szervek a grúz fővárosban kábítószer birtoklásáért letartóztatták. Ezt követően Andro Topurija börtönben halt meg homályos körülmények között.
Keti Topurija számára a zene már gyermekkora óta fontos volt. 1998-ban végzett a Gogi Sudradze Zeneiskolában, Tbilisziben. Tizenkét évesen Ketevan fődíjas lett fiatal előadóművészek számára rendezett versenyen. Két évvel később egy nemzetközi énekversenyen is győzött. Tanári diplomát a Tbiliszi Zenei Főiskolán szerzett. 2003-tól a Grúziai Állami Egyetemen pszichológiát tanult. 2005-ben Moszkvába költözött, az A-Studio tagja.
2013. szeptember 7-én Keti Topurija és Lev Geikhman (bankár, üzletember) házasságot kötöttek egymással.
2015. június 15-én Keti egy kislánynak (Olivia) adott életet.